# Coppa Sabatini 1994
La Coppa Sabatini 1994, quarantaduesima edizione della corsa, si svolse il 27 settembre 1994 su un percorso di 207 km. La vittoria fu appannaggio dell'italiano Maurizio Fondriest, che completò il percorso in 5h05'59", precedendo i connazionali Francesco Casagrande e Claudio Chiappucci.

## Ordine d'arrivo (Top 10)
| Pos. | Corridore            | Squadra               | Tempo    |
| ---- | -------------------- | --------------------- | -------- |
| 1    | Maurizio Fondriest   | Lampre-Panaria        | 5h05'59" |
| 2    | Francesco Casagrande | Mercatone Uno-Bianchi | s.t.     |
| 3    | Claudio Chiappucci   | Carrera Jeans-Tassoni | s.t.     |
| 4    | Vladislav Bobrik     | Gewiss-Ballan         | s.t.     |
| 5    | Jesper Skibby        | TVM-Bison Kit         | s.t.     |
| 6    | Roberto Caruso       | ZG Mobili             | a 0'06"  |
| 7    | Robert Millar        | TVM-Bison Kit         | s.t.     |
| 8    | Fabiano Fontanelli   | ZG Mobili             | a 0'10"  |
| 9    | Mauro Gianetti       | Mapei-Clas            | s.t.     |
| 10   | Angelo Citracca      | Navigare              | s.t.     |